# Райчихінське родовище вугілля
Райчи́хінське родо́вище вугі́лля — розташоване в Амурській області Росії.

## Історія
Відоме з XIX ст. У 1913 в долині середньої течії р. Кивда була закладена перша штольня. У 1932 р. закладений перший вугільний розріз і селище Райчиха.

## Характеристика
Площа 400 км². Запаси вугілля 80 млн т (1990).
Річний видобуток у кінці ХХ ст. — 8 млн т.
На початку XXI ст. вугілля добувається на території міста в розрізах «Північно-Східний» і «Південно-Західний».

## Технологія розробки
Відкриті гірничі роботи.